# 결성동헌
결성동헌(結城東軒)은 충청남도 홍성군 결성면 읍내리에 있는, 조선시대 홍성지방 관리들이 업무를 처리하던 곳이다. 1989년 4월 20일 충청남도의 문화재자료 제306호로 지정되었다.

## 개요
현재의 충청남도 홍성 지방에 있던 조선시대 행정 구역인 결성현(結城縣)의 관리들이 업무를 처리하던 곳이다.
행정업무를 처리하던 동헌과 치안업무를 처리하던 형방청, 책과 문서를 보관하면서 관리의 자제가 지내던 책실로 구성되어 있다.
동헌은 고려말에 결성면 금곡리 분우터에 있다가 정종 2년(1400)에 결성읍 산성 정상으로 옮겼다．현종 6년(1665) 현재의 위치인 읍내리에 다시 지었고, 이후 여러 차례 고쳐 지었다.
동헌은 앞면 5칸·옆면 3칸 규모이며, 지붕은 옆면에서 볼 때 여덟　팔(八)자 모양인 팔작지붕이다.
형방청은 ㄱ자 모양을 하고 있으며, 책실은 앞면 2칸·옆면 1칸 반 크기로, 지붕은 앞에서 볼 때 사다리꼴인 우진각지붕이다.

## 참고 문헌
- 결성동헌 - 국가유산청 국가유산포털